# Höör (plaats)
Höör is een plaats in Skåne in het zuiden van Zweden. De plaats heeft 7379 inwoners (2005) en een oppervlakte van 600 hectare.
Höör is de hoofdplaats van de gelijknamige gemeente Höör, die tot de provincie Skåne län behoort.
De bijzondere spelling met dubbel ö is pas aan het begin van de 20e eeuw ontstaan op verzoek van de Zweedse posterijen. In die tijd was het gebruikelijk om op lokale post niet de eigen plaatsnaam, maar "Alhier" te zetten (in het Zweed: Här). Daardoor kwam post die verstuurd werd vanuit andere plaatsen en bedoeld was voor Hör vaak per abuis de gemeentegrens van de afzender niet over. De tweede ö werd ingevoerd om deze verwarring te voorkomen.
Op circa 4 km van Höör ligt het dierenpark Skånes Djurpark, waar alleen Scandinavische dieren te vinden zijn.

## Verkeer en vervoer
Langs de plaats lopen de Riksväg 13 en Riksväg 23.
De plaats heeft ook een station aan de spoorlijnen Katrineholm - Malmö en Östra Skånes Järnvägar (opgeheven).

## Geboren in Höör
- Torsten Nilsson (21 januari 1920) componist, muziekpedagoog, dirigent en organist

Höör · Löberöd (deels) · Sätofta · Tjörnarp · Ormanäs och Stanstorp · Ljungstorp och Jägersbo · Norra Rörum · Snogeröd · Ekeborg · Bokeslund · Gamla Bo ·